# Sondaggi sulle elezioni europee del 2009 in Italia
Nella seguente tabella vi sono i risultati di diversi sondaggi pre-elettorali pubblicati da diversi istituti, ordinati per data e per partito. Laddove vi sono variazioni riguardo alle liste rilevate, vi sono note esplicative.

## Chiave esplicativa
Con PdL si indica Il Popolo della Libertà, con PD il Partito Democratico, con LN la Lega Nord, con IdV l'Italia dei Valori, con UdC l'Unione di Centro, con PRC-PdCI la Lista Anticapitalista (comprendente Partito della Rifondazione Comunista, Partito dei Comunisti Italiani, Socialismo 2000 e Consumatori Uniti), con SL Sinistra e Libertà (comprendente Federazione dei Verdi, Partito Socialista, Movimento per la Sinistra, Sinistra Democratica e Unire la Sinistra), con Aut la lista de L'Autonomia (comprendente La Destra, Movimento per le Autonomie, Partito Pensionati e Alleanza di Centro), con Rad i Radicali Italiani (rilevati come "Partito Radicale", "Lista Bonino" o "Lista Bonino Pannella").

## Lista di sondaggi
questa lista comprende solo i sondaggi per le elezioni europee del 2009
| Istituto                | Data       | Fonte                       | PdL   | PD        | LN       | IdV | UdC   | PRC-PdCI | SeL     | Aut     | Rad  | Altri   |
| ----------------------- | ---------- | --------------------------- | ----- | --------- | -------- | --- | ----- | -------- | ------- | ------- | ---- | ------- |
| IPR                     | 27/02/2009 | [ collegamento interrotto ] | 36,0  | 22,0      | 9,5      | 8,0 | 8,0   | 3,0      | 6,0     | 3,0     | 1,0  | 3,5     |
| Crespi                  | 06/03/2009 | [ collegamento interrotto ] | 38,5  | 23,5      | 11,0     | 8,0 | 7,0   | 4,0      | 3,3     | 4,0     | 2,3  | 1,5     |
| Digis                   | 14/03/2009 | [ collegamento interrotto ] | 39,7  | 24,0      | 11,0     | 8,5 | 6,0   | 3,8      | 2,5     | 2,5     | n.p. | 2,0     |
| Euromedia               | 14/03/2009 |                             | 42,1  | 22,5      | 9,1      | 7,5 | 5,5   | 4,6      | 2,1     | n.p.    | n.p. | 6,6     |
| Digis                   | 21/03/2009 |                             | 39,5  | 24,2      | 11,0     | 8,3 | 5,8   | 4,0      | 2,7     | 2,5     | n.p. | 2,0     |
| Euromedia               | 23/03/2009 |                             | 43,1  | 22,4      | 10,7     | 7,3 | 5,0   | 4,9      | 2,3     | 2,1     | 1,3  | 0,8     |
| Digis                   | 28/03/2009 | [ collegamento interrotto ] | 40,8  | 24,8      | 10,2     | 8,0 | 6,0   | 4,5      | 2,0     | 2,5     | n.p. | 1,2     |
| Digis                   | 10/04/2009 |                             | 40,5  | 25,0      | 10,3     | 7,8 | 6,0   | 4,5      | 2,0     | 2,7     | n.p. | 1,2     |
| Digis                   | 18/04/2009 | [ collegamento interrotto ] | 40,0  | 25,0      | 10,5     | 7,7 | 5,8   | 4,6      | 2,2     | 2,9     | n.p. | 1,3     |
| Ipsos                   | 20/04/2009 |                             | 39,5  | 26,2      | 9,7      | 9,2 | 5,6   | 3,3      | 3,0     | n.p.    | n.p. | 3,5     |
| Crespi                  | 20/04/2009 |                             | 43,0  | 24,0      | 9,0      | 6,0 | 5,0   | 4,2      | 2,5     | 3,7     | 1,2  | 1,4     |
| Digis                   | 26/04/2009 | [ collegamento interrotto ] | 39,8  | 25,3      | 10,6     | 8,2 | 5,8   | 4,1      | 2,1     | 2,8     | n.p. | 1,3     |
| Termometro Politico     | 26/04/2009 |                             | 39,8  | 26,9      | 9,7      | 5,9 | 6,0   | 2,1      | 2,8     | 3,8     | n.p. | 3,0     |
| Demopolis               | 28/04/2009 |                             | 41,0  | 26,0      | 9,5      | 7,5 | 6,5   | 2,5      | 3,0     | 3,0     | n.p. | 1,0     |
| Termometro Politico     | 29/04/2009 |                             | 38,1  | 25,4      | 10,3     | 7,3 | 6,1   | 2,7      | 3,4     | 3,7     | n.p. | 3,0     |
| Crespi                  | 30/04/2009 |                             | 41,5  | 25,0      | 10,0     | 7,0 | 5,7   | 2,8      | 2,2     | 3,8     | 1,0  | 1,0     |
| PoliticaLink            | 01/05/2009 | [ collegamento interrotto ] | 39,2  | 26,8      | 10,0     | 7,5 | 6,0   | 3,5      | 2,7     | 3,2     | 1,0  | 3,1     |
| Digis                   | 02/05/2009 |                             | 40,2  | 25,0      | 10,4     | 8,4 | 5,8   | 4,0      | 2,7     | 2,2     | n.p. | 1,2     |
| Termometro Politico     | 07/05/2009 |                             | 37,4  | 26,9      | 9,8      | 7,7 | 5,6   | 2,7      | 3,1     | 3,5     | n.p. | 3,4     |
| PoliticaLink            | 07/05/2009 |                             | 38,5  | 27,0      | 10,5     | 7,2 | 6,0   | 3,9      | 2,8     | 2,8     | 0,5  | 0,3     |
| Euromedia Research      | 08/05/2009 | [ collegamento interrotto ] | 43    | 25,3      | 10       | 6,4 | 5,5   | 3,5      | 2,8     | 1,8     | 1,2  | 0,5     |
| Digis                   | 10/05/2009 | [ collegamento interrotto ] | 40,1  | 25,0      | 9,5      | 8,2 | 6,0   | 3,5      | 3,0     | 3,0     | 1,0  | 0,7     |
| Crespi Ricerche         | 11/05/2009 |                             | 41,0  | 25,5      | 10,0     | 7,0 | 6,0   | 3,0      | 2,2     | 3,5     | 1,03 | 0,5     |
| Istituto Piepoli S.p.a. | 11/05/2009 |                             | 41,0  | 29,5      | 8,5      | 7,0 | 5,5   | 3,0      | n.p.    | n.p.    | n.p. | 5,5     |
| Termometro Politico     | 12/05/2009 |                             | 39,8  | 26,5      | 9,5      | 6,6 | 5,3   | 3,0      | 1,9     | 3,7     | 1,1  | n.p.    |
| Istituto Demopolis      | 13/05/2009 |                             | 40,0  | 25,5      | 10,5     | 7,5 | 6,0   | 3,2      | 2,8     | 3,5     | n.p. | 1,0     |
| DemosΠ                  | 15/05/2009 |                             | 38,8  | 25,7      | 10,1     | 8,2 | 7,2   | 3,7      | 3,1     | n.p.    | n.p. | 3,2     |
| Digis                   | 17/05/2009 |                             | 40,8  | 26,1      | 8,5      | 7,5 | 4,8   | 3,1      | 3,5     | 2,2     | 1,1  | 2,4     |
| IPSOS Public Affairs    | 18/05/2009 | [ collegamento interrotto ] | 39,6  | 26,9      | 9,8      | 9,2 | 6,3   | 3,4      | 2,6     | n.p.    | n.p. | n.p.    |
| Ispo                    | 19/05/2009 | [ collegamento interrotto ] | 38-39 | 26,5-27,5 | 9-10     | 8-9 | 6-7   | 2,5-3,5  | 1,5-2,5 | 1,5-2,5 | 1-2  | 1-2     |
| Crespi Ricerche         | 19/05/2009 | [ collegamento interrotto ] | 40    | 25,7      | 10,3     | 7,2 | 6     | 3,2      | 2,4     | 3,4     | 1,3  | 0,5     |
| Istituto Demopolis      | 20/05/2009 | [ collegamento interrotto ] | 38-42 | 24,5-27,5 | 8,5-11,5 | 7-9 | 5-6,5 | 3-4,2    | 2-3     | 3-4,2   | n.p. | 0,5-1,5 |
| Digis                   | 20/05/2009 | [ collegamento interrotto ] | 40,2  | 25,9      | 9,1      | 7,8 | 5,2   | 3        | 3,6     | 2,6     | 1,3  | 1,3     |
| Termometro Politico     | 20/05/2009 | [ collegamento interrotto ] | 38,5  | 26,2      | 9,6      | 6,1 | 5,5   | 2,7      | 3,1     | 3,9     | 1,5  | 2,9     |
| Lorien Consulting       | 20/05/2009 | [ collegamento interrotto ] | 39,7  | 27,4      | 9,6      | 7,2 | 6,6   | 2,4      | 3       | 3       | n.p. | 1,2     |